# ジャスト・ストップ・オイル

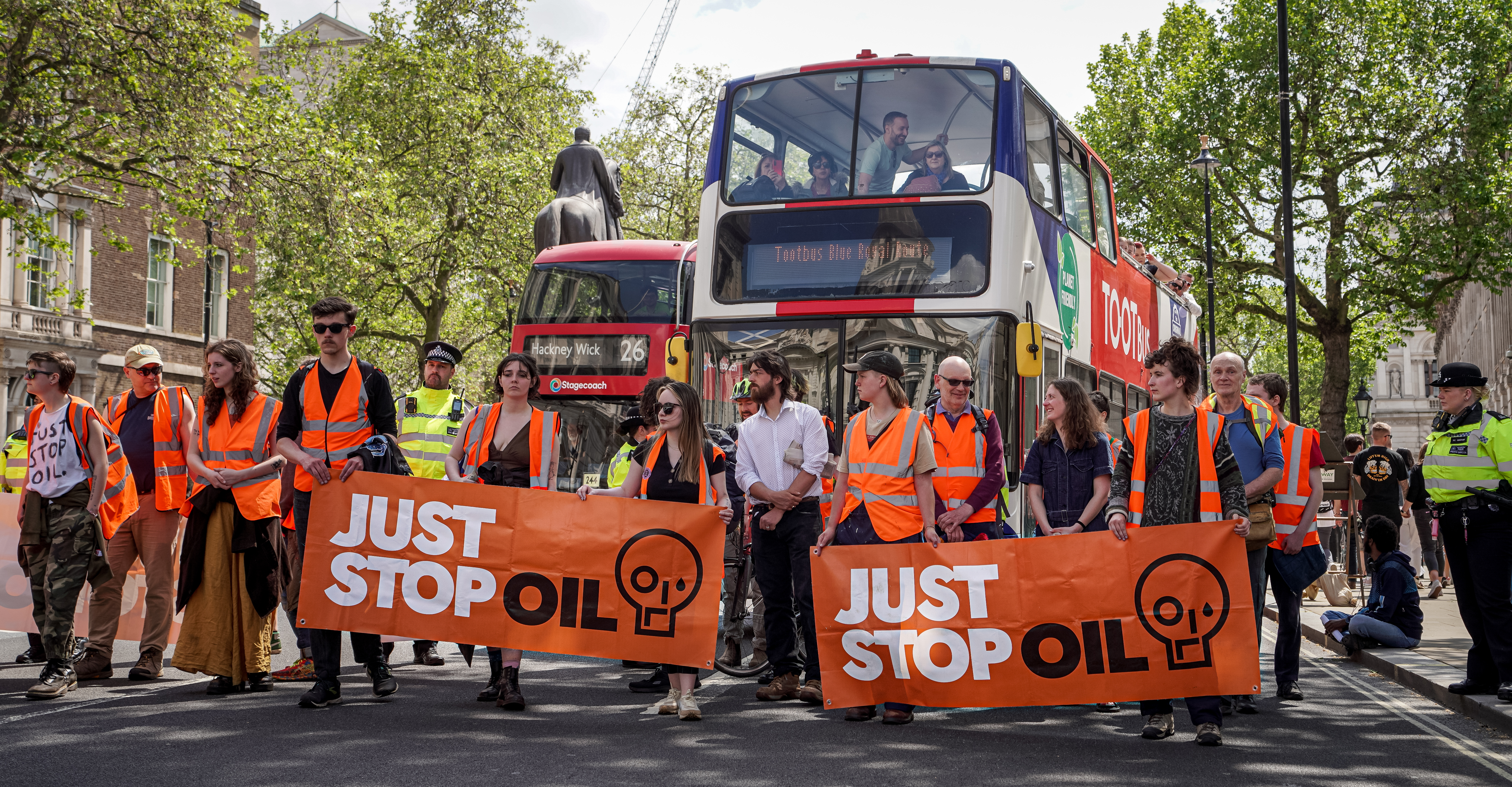
2023年5月に実施されたデモの様子

ジャスト・ストップ・オイル（英語: Just Stop Oil、略称: JSO）は、イギリスの環境運動団体。2022年2月14日に設立され、市民的不服従と直接行動を通じ、イギリス政府による化石燃料の使用、開発、生産の停止を確実にすることを目的とする。

## 目的
ジャスト・ストップ・オイルは、イギリス政府が新しく化石燃料を認可し、生産協定を結ぶことに反対しており、イギリス政府に対して今後、国内での化石燃料の開発、探索、生産に関わる全ての許認可を停止することを要求している。同団体はまた再生可能エネルギーへの投資も要求しており、エネルギー資源の消費を削減するため、建物により良い断熱材を導入することを呼びかけている。また、飛行機やガソリン自動車などの石油を消費する車両の使用削減も狙っている。
英ガーディアン紙とのインタビューで、団体の関係者は、同団体のことをアナキズム的で、所属している活動家はそれぞれの地域で活動しており、資源を共有しているが正式なリーダーはいないと話した。
2022年10月、イギリスの公序良俗法の改正案に関して、同団体は活動家に死刑が課されない限り、抗議を続けると宣言した。

## 抗議

### 抗議方法
ジャスト・ストップ・オイルは、抗議方法として非暴力的な直接行動と市民的不服従を支持すると主張している。同団体は、エクスティンクション・レベリオンやインシュレート・ブリテンといった他の環境保護団体も行っている、社会混乱を引き起こす手法を採っているが、ジャスト・ストップ・オイルの手法はその対象が文化施設をも含んでいる点で他の団体と異なっている。同団体はこのような方法を選んだ理由について、「私達の自由、権利と未来、そして私達自身を傷つけている政府に抵抗し、私達のために働かすため」だと主張している。
道路の封鎖やヴァンダリズムなどの攻撃的な抗議方法に対し批判が殺到している。2022年10月、広報担当者のエマ・ブラウンはスカイ・ニュースとのインタビューで、団体が道路を封鎖している場合でも緊急車両は通行できるようにしていると主張した。

### 抗議の一覧
ジャスト・ストップ・オイルは、施設や道路の妨害及び封鎖、複数の主要な美術館に乱入し自分たちの体を接着剤を使って著名な芸術作品や近くの壁に貼り付ける、特定の建物にペンキを吹きかけるなどの抗議活動を行っている。

#### 英国アカデミー賞の妨害
2022年3月13日、団体メンバーが第75回英国アカデミー賞の授賞式に乱入し、混乱を招いた。

#### 複数のサッカー試合での妨害
3月20日、ロンドンのエミレーツ・スタジアムでのサッカー試合で、2人の団体メンバーが試合の妨害を試みたが、止められた。3月21日、1人の団体メンバーがリバプールにあるグディソン・パークで、フィールドに立ち入り結束機を使って自身の首をゴールポストに縛り付けた。翌日、もう1人の団体メンバーがウルヴァーハンプトンのモリニュー・スタジアムで、短時間フィールドに立ち入った。同月24日、6人の団体メンバーがトッテナム・ホットスパー・スタジアムでの試合の妨害を試みた。6人全員はすぐに追い出されたが、試合は一時中止された。

#### 石油会社に対する抗議
同団体は4月1日から、イングランド南東部への石油の供給を止める目的で、イングランドにある10の重要な石油施設の封鎖を行い、2000年に同国で発生し石油の供給を麻痺させた抗議活動から発想を得たと主張した。同月14日、同団体に所属する複数の活動家が、ロンドンにある石油貯蔵施設を囲い、M4モーターウェイで渋滞が起こった。翌日15日、メンバー達は、ロンドンにある3つの貯油施設を標的にし、道を封鎖し、石油貯蔵施設に登るなどの行動を取った。同日、エクソンモービルなど複数のエネルギー企業は、所持する石油ターミナルなどでの抗議を防ぐための差止め命令を確実にした。同月19日、同団体は、政府による行動を期待し、活動を1週間停止するとした。28日、約35人の団体メンバーらが、M25モーターウェイに位置するガソリンスタンドにある石油ポンプの破壊活動を行った。

#### 2022年イギリスグランプリの妨害未遂
7月3日、F1選手権2022年イギリスグランプリ決勝開催中のシルバーストン・サーキットで、スタート直後に発生した多重クラッシュにより赤旗が掲示された際、ウェリントンストレートにかかる橋の付近からジャスト・ストップ・オイルのメンバーがコースに乱入し、アスファルト上に鎮座した。後に7人が地元警察に逮捕された。フェルナンド・アロンソやルイス・ハミルトンなど複数のF1ドライバーは、環境保護のために抗議を行うことについては一定の支持を示した一方で、団体の手段については非難を示した。F1グループのCEOであるステファノ・ドメニカリも団体の行動を強く避難し、「誰であれ、問題について発言する権利はあるが、人命を危険に晒す権利は誰にもない」と語った。決勝前、ノーサンプトンシャー警察は、ある活動家のグループがトラックに入り込み、レースを妨害する可能性があるという「信頼できる情報」を受け取ったと警戒していた。その情報には、活動家のグループが環境活動系であることは記してあったが、ジャスト・ストップ・オイルとは明示していなかった。

#### 2022年6-7月の美術館への乱入
2022年7月には、ジャスト・ストップ・オイルのメンバー達は美術館にある芸術作品を標的とした。6月30日、サマセット・ハウスにあるコートールド美術館で活動家2人がフィンセント・ファン・ゴッホの絵画『花咲く桃の木々』の額縁に自分たちの手を糊で貼り付け約2000英ポンドの損害を与え、同年11月にウェストミンスター治安判事裁判所で器物損壊罪で2人とも有罪判決を受けた。7月4日、ロンドンのナショナル・ギャラリーで2人の団体メンバーが、ジョン・コンスタブルの風景画『乾草の車』に、同作を真似た、「気候崩壊が起こるとこの風景がどうなるか」を描いた「黙示録的な未来の見通し」の絵を被せ、自分たちの手を額に貼り付けた。彼らは約3時間後に警察によって退去・逮捕され、被された絵はギャラリーのスタッフによって剥がされた。翌5日、王立芸術院で数人のメンバーが自分たちの手のひらをレオナルド・ダ・ヴィンチの『最後の晩餐』の額に貼り付けた。また彼らは、同作品の下に白いペンキで「No New Oil（新しい石油はいらない）」 と書いた。

#### ロンドンのガソリンスタンドでの業務妨害
2022年8月26日、ジャスト・ストップ・オイルのメンバーがロンドン中心部にあるガソリンスタンドの業務を妨害し、ガソリンポンプを破壊・損傷した。結果、43人がヴァンダリズムの容疑で逮捕された。

#### 2022年10月からのロンドンでの抗議
2022年10月から、ジャスト・ストップ・オイルはロンドンで抗議を始めた。10月の間に渡り、団体メンバーはイズリントン、アビー・ロードなどロンドン各所の道や、テムズ川に架かる橋などの封鎖を試み、複数人が逮捕された。
同月14日、2人の女性メンバーが、ハインツのトマトスープ2缶の中身をロンドンのナショナル・ギャラリーにあるフィンセント・ファン・ゴッホの絵画『ひまわり』に投げつけ、自分たちの手を絵の下の壁に貼り付けた。絵画はガラスに覆われており無事だったものの、単体でも非常に高い価値がある額縁は軽微な損傷を負った。2人は器物損壊などの疑いで警察に逮捕された。同日、スコットランドヤード（ロンドン警視庁）の回転式の看板は団体メンバーによってオレンジ色のペンキを吹きかけられ、20人以上のメンバーが逮捕された。団体メンバーによる行動の目撃者は、ガーディアンに、「彼らは人々が問題について考えるようにしようとしているのかもしれないが、結局彼らは人々を不快にしているだけだ」と語った。 彼らの行動に対しては政治界隈の全体から非難が巻き起こり、 Vox Mediaは「ほとんどのメディアや世間は否定的で、多くの人が抗議の有効性を疑問視し、活動家達が自分たちの目的を傷つけている」と記した。しかし、メンバー達による行動を称賛する声もある。気候緊急基金（ジャスト・ストップ・オイルに基金を提供している団体）のマーガレット・クライン・サラモン事務局長は、『ひまわり』にトマトソースをかける抗議は、マスコミ報道の数が非常に多かったことから、それまでの8年間の間で一番成功した気候運動活動であると後に評した。
同月17日、エセックスとケントを結ぶM25モーターウェイのエリザベス2世女王橋（斜張橋）で、2人の団体メンバーが橋のケーブルを登った。安全上、橋は封鎖されることを余儀なくされ、橋の前後に6マイル (9.7 km)程度の渋滞が起こった。36時間後、2人は橋から降りることに同意し、その後逮捕された。翌日18日に通行再開されるまで、橋は合計42時間に渡って封鎖されていた。
同日、ロンドンのパーク・レーンで、団体メンバーがアストンマーティンのショールームの壁にオレンジ色のペンキをかけ、座り込みを行った。3日後の20日、約20人のメンバーがハロッズの外窓を塗料でぬった。24日には、マダム・タッソー館で、2人のメンバーがチャールズ3世国王の蝋人形にチョコレートケーキを浴びせ、4人が器物損壊罪で逮捕された。25日、メンバー数人が地球温暖化に対する懐疑論を展開する頭脳集団の拠点にペイントを吹きかけた。26日、警察は、ピカデリーを封鎖しメイフェアにある高級車のショールームにペンキを吹きかけた12人以上の活動家を逮捕した。
10月31日、イギリスのジャスト・ストップ・オイルのメンバー達は、イギリス内務省、イギリス保安局、イングランド銀行とニュース・コープの本部として使われる建物を狙い、それぞれにオレンジ色のペンキを吹きかけた。団体は、「化石燃料経済を支持し維持している4つの中心勢力」を標的として選んだとしている。この活動で6人がロンドン警視庁に逮捕された。
11月7日、ジャスト・ストップ・オイルはM25モーターウェイの複数のジャンクションで抗議を行い、同モーターウェイは封鎖を余儀なくされた。同団体は4日間に渡り抗議を続けたが、同月11日、M25での抗議を中止することを発表した。この抗議で計58人が逮捕された。

#### オランダでの抗議
27日、ジャスト・ストップ・オイル・ベルジアムに所属する3人の活動家が、オランダのデン・ハーグにあるマウリッツハイス美術館に侵入し、ヨハネス・フェルメールによる『真珠の耳飾りの少女』に自分たちを貼り付けた。一人は自分の頭部を貼り付け、もう一人はトマトスープの缶の中身を頭部を貼り付けた活動家のシャツに浴びせた後、壁に据え付けられた台に自らの手を接着し、もう一人の活動家は一部始終を撮影した。なお、ジャスト・ストップ・オイル・ベルジアムとイギリスのジャスト・ストップ・オイルに提携関係はない。絵画はガラスで守られており、損傷はなかったが、額縁は損傷を負った。オランダの裁判所は2022年11月4日までに、当該活動家2人に対しそれぞれ禁錮2ヶ月の刑を言い渡した。うち1ヶ月には執行猶予が付いた。

## 基金
ジャスト・ストップ・オイルは、寄付を通じて資金調達をしており、イーサリアムや、イギリス外の法定通貨での寄付も受け入れている。イーサリアムは、大きなカーボンフットプリントを招いていたことから、同団体による利用は複数の環境家から批判を受けていたが、2022年9月にイーサリアムが環境に優しいコンセンサスアルゴリズムに移行したことから、それまでの批判は現在では適切ではなくなっている。
2022年4月、ジャスト・ストップ・オイルの主な基金はアメリカの気候緊急基金による寄付によって成り立っているということが報告された。

## 記者の逮捕
2022年11月までに、8人の記者がジャスト・ストップ・オイルによる抗議の取材中に逮捕された。これらは約5時間収容されたロンドン・ブロードキャスティング・カンパニー勤務の記者、約13時間拘留されたドキュメンタリー制作者、そして写真家を含む。同月、イギリスのジリアン・キーガン教育担当国務大臣は記者たちの逮捕について、「私達は言論の自由の擁護者」であり「自分たちの仕事を全うしているだけの記者たちが逮捕されるべきではない」 と述べた。